# کلینتن (اکلاهما)
کلینتن(به انگلیسی: Clinton) شهری در ایالت اکلاهما کشور ایالات متحده آمریکا است که جمعیت آن در سرشماری سال ۲۰۱۰ میلادی، ۹٬۰۳۳ نفر بوده‌است.